# Belonogaster facialis
Belonogaster facialis är en getingart som beskrevs av François du Buysson 1908. Belonogaster facialis ingår i släktet Belonogaster och familjen getingar. Inga underarter finns listade.